# Meshaal Barsham
Meshaal Barsham (Doha, 14 de fevereiro de 1998) é um futebolista catari que atua como goleiro. Atualmente joga pelo Al-Sadd.

## Vida pessoal
Filhos de uma família com origens sudanesas, Barsham é o irmão mais novo do medalhista olímpico do salto em altura Mutaz Essa Barshim.

## Títulos
Fonte:
Al-Sadd
- Copa Sheikh Jassem: 2019
- Qatari Stars Cup: 2019–20
- Copa do Emir do Catar: 2020, 2021
- Copa do Catar: 2020, 2021
- Qatar Stars League: 2018–19, 2020–21, 2021–22

Seleção Catari
- Copa da Ásia: 2023

### Prêmios individuais
- Melhor Goleiro da Copa da Ásia: 2023
- Seleção da Copa da Ásia: 2023